# NGC 1570
NGC 1570 (другие обозначения — NGC 1571, ESO 250-19, MCG -7-10-1, AM 0420-434, PGC 14971) — эллиптическая галактика (E) в созвездии Резец.
Этот объект занесён в новый общий каталог несколько раз, с обозначениями NGC 1570, NGC 1571.
Этот объект входит в число перечисленных в оригинальной редакции «Нового общего каталога».